# Минерал Спрингс (Северна Каролина)
Минерал Спрингс (енгл. Mineral Springs) град је у америчкој савезној држави Северна Каролина.

## Демографија
По попису из 2010. године број становника је 2.639, што је 1.269 (92,6%) становника више него 2000. године.
| Група             | 2000.         | 2010.         |
| Белци             | 1.090 (79,6%) | 2.096 (79,4%) |
| Афроамериканци    | 245 (17,9%)   | 366 (13,9%)   |
| Азијати           | 3 (0,2%)      | 14 (0,5%)     |
| Хиспаноамериканци | 26 (1,9%)     | 121 (4,6%)    |
| Укупно            | 1.370         | 2.639         |